# Amtsgericht Nastätten
Das Amtsgericht Nastätten war ein Gericht der ordentlichen Gerichtsbarkeit in Nastätten.

## Geschichte
Mit § 12 der Verordnung vom 22. Februar 1867 wurde nach der Annexion Nassaus durch Preußen die Trennung von Verwaltung und Justiz angeordnet. Diese war im Herzogtum Nassau nicht gegeben. Die Ämter waren sowohl Verwaltungsbezirke als auch Gerichte erster Instanz. In Braubach bestand das Amt Nastätten. Mit Verordnungen vom 26. Juni 1867 und 21. August 1867 wurde die Justizfunktion den neu geschaffenen Amtsgerichten, darunter dem Amtsgericht Nastätten übertragen. Das Amtsgericht Nastätten war zunächst dem Kreisgericht Limburg nachgeordnet.
Zum Gerichtsbezirk des Amtsgerichts Nastätten gehörten die Gemeinden des ehemaligen Amtes Braubach soweit diese nicht dem Amtsgericht Oberlahnstein zugeteilt wurden.
Zum 1. Oktober 1879 traten die Änderungen des Gerichtsverfassungsgesetzes in Kraft. Das Amtsgericht Nastätten blieb bestehen, anstelle des aufgelösten Kreisgerichtes Limburg trat nun aber das Landgericht Wiesbaden.
Da Nastätten nach 1945 Rheinland-Pfalz zugeordnet war und Wiesbaden Hessen, wurde das Amtsgericht Montabaur dem Gerichtsbezirk des Landgerichtes Koblenz zugeordnet.